# 弗拉姆海峽

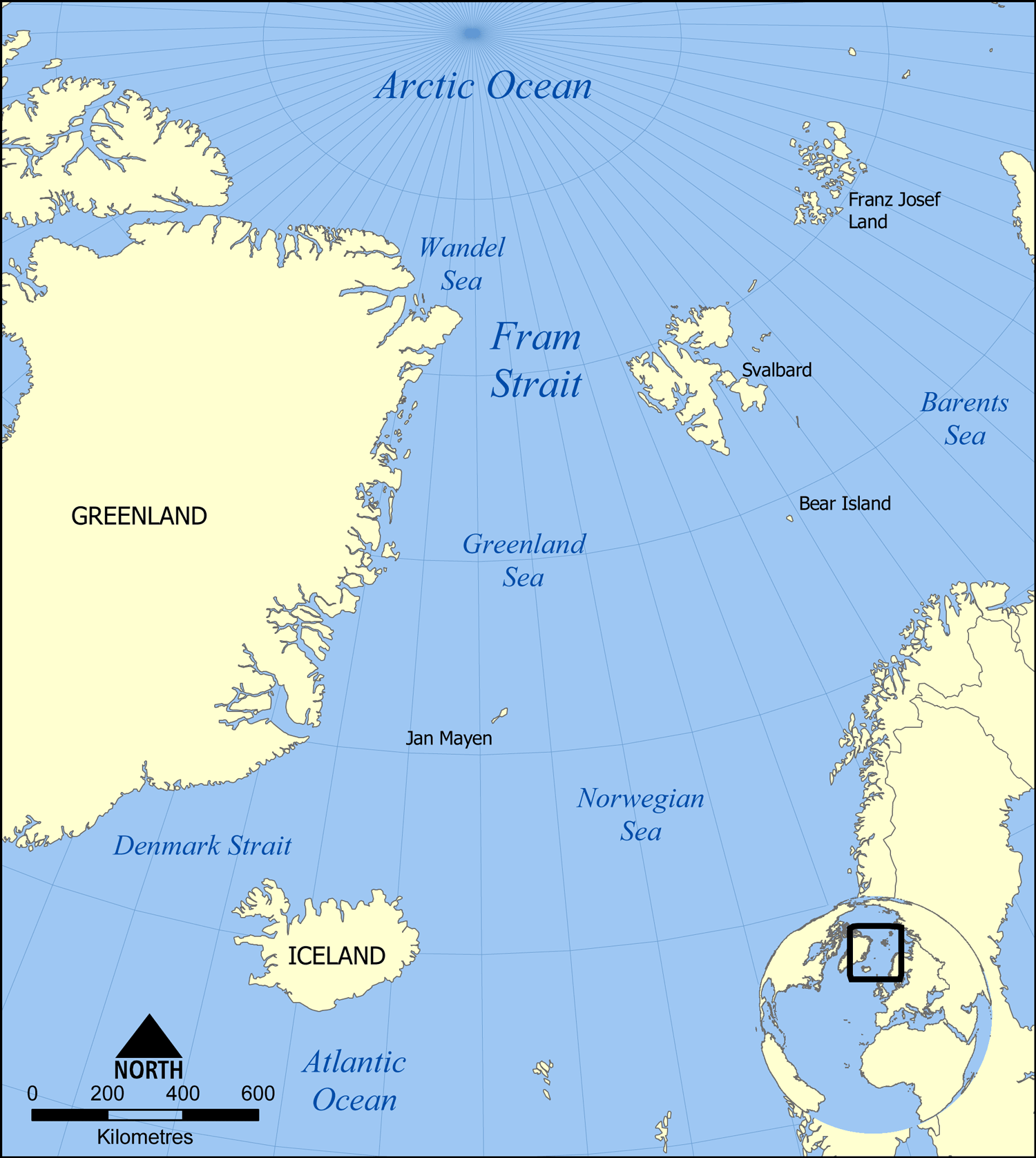

弗拉姆海峽是北冰洋的海峽，連接北冰洋、格陵蘭海和挪威海，平均水深2,000米，最大水深2,600米，表面海水溫度在過去一個世紀上升1.9攝氏度。

## 外部連結
- Daily Satellite Picture[永久]

80°0′N 2°0′W / 80.000°N 2.000°W